# أبو نصر الفارسي
أبو نصر الفارسي كان رجل دولة فارسيًا ومحاربًا وشاعرًا، خدم السلطان الغزنوي إبراهيم (حكم من 1059 إلى 1099) وابنه الأخير مسعود الثالث (حكم من 1099 إلى 1115). هناك نقص في المعلومات حول حياته المبكرة، ومع ذلك، فمن المعروف أن عائلته انتقلت إلى لاهور وكان لها تاريخ طويل في خدمة الغزنويين. أمضى أبو نصر معظم وقته في البنجاب في عهد إبراهيم. وفي عهد مسعود الثالث، فَقَدَ مكانته وحُرم من مناصبه. توفي سنة 1116/1117 في عهد أرسلان شاه الغزنوي. ولم يكن أبو نصر رجل دولة بارزًا ومحاربًا فحسب، بل كان أيضًا شاعرًا عظيمًا. تحظى قصائده بإعجاب عوفي ونظامي أروزي.